# Championnats du monde de biathlon 2008
Navigation
Antholz-Anterselva 2007 Pyeongchang 2009
La 46e édition des championnats du monde de biathlon se déroulent du 8 au 17 février 2008 à Östersund dans la province du Jämtland au centre de la Suède. C'est la seconde fois que la ville accueille l'événement annuel après l'édition 1970. Le rendez-vous est organisé dans le cadre de la coupe du monde de biathlon 2008 ; chaque épreuve attribue donc des points comptant pour les différents classements de cette dernière compétition.
Après les neuf jours de compétitions, l'Allemagne termine en tête du tableau notamment grâce aux performances de ses représentantes. Cependant, l'environnement des championnats est entaché par les prémices d'une affaire dans laquelle le biathlon et plus particulièrement le biathlon allemand est directement accusé de pratiques dopantes.

## Une ambiance pesante
Depuis le début du mois de janvier, plusieurs médias allemands et autrichiens relayent des rumeurs selon lesquelles des sportifs parmi lesquels des biathlètes auraient eu recours aux services du laboratoire autrichien Humanplasma lui-même impliqué dans une enquête diligentée par l'Agence mondiale antidopage. Il est en effet reproché à ce laboratoire de pratiquer le dopage sanguin.
Durant les championnats, plusieurs biathlètes sont directement désignés dans une lettre anonyme adressée à un quotidien autrichien. Les sportifs visés récusent immédiatement ces accusations et une plainte est rapidement rédigée pour dénonciation calomnieuse,.
Le biathlon allemand faisant l'objet de ses accusations, c'est le biathlon tout court qui est menacé l'Allemagne étant le principal bailleur de fonds de ce sport. Outre ses accusations, l'annonce pendant les Mondiaux de la suspension à vie pour dopage de la Finlandaise Kaisa Varis contribue à nuancer le bon déroulement global de ces championnats.

## Organisation

### Programme
Onze épreuves disputées :

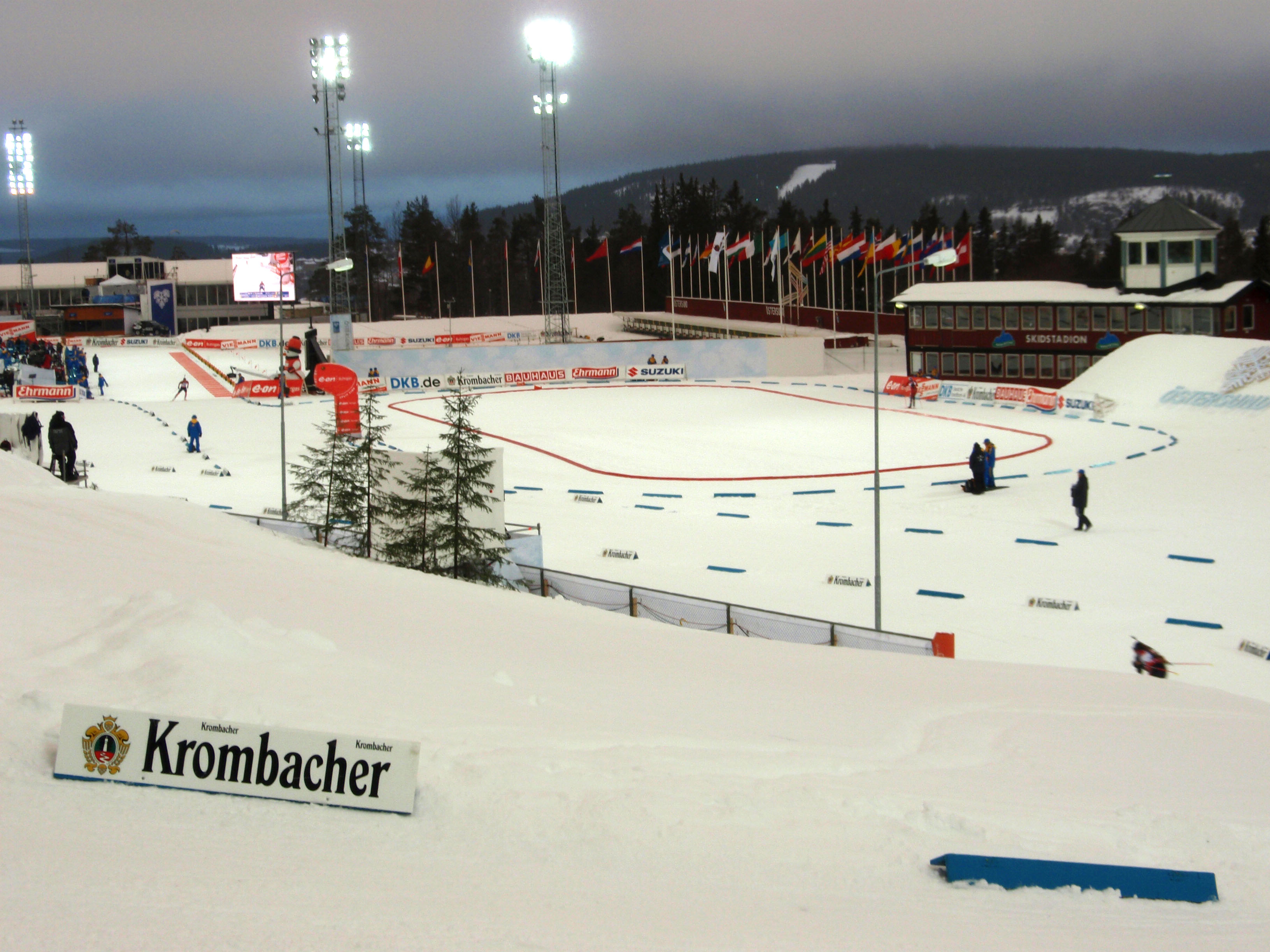
Le stade accueillant les compétitions

|  | - Samedi 9 février : - Sprint femmes (11h00) - Sprint hommes (14h15) - Dimanche 10 février : - Poursuite femmes (12h00) - Poursuite hommes (14h15) - Mardi 12 février : - Relais mixte (14h15) | - Jeudi 14 février : - Individuel femmes (14h00) (*) - Individuel hommes (17h15) - Samedi 16 février : - Relais hommes (12h00) - Mass start femmes (15h00) - Dimanche 17 février : - Mass start hommes (12h00) - Relais femmes (14h30) |  |

(*) Initialement prévu le mercredi 13 février à 17h15, l'Individuel féminin est reporté au lendemain à 14h à cause du fort vent soufflant sur le site.

### Délégations présentes
| Code CIO | Nation             | Hommes | Femmes |
| GER      | Allemagne          | 8      | 8      |
| ARG      | Argentine          | 1      | 0      |
| AUS      | Australie          | 1      | 0      |
| AUT      | Autriche           | 6      | 1      |
| BEL      | Belgique           | 4      | 2      |
| BLR      | Biélorussie        | 5      | 6      |
| BIH      | Bosnie-Herzégovine | 2      | 1      |
| BUL      | Bulgarie           | 5      | 5      |
| CAN      | Canada             | 4      | 4      |
| CHN      | Chine              | 4      | 5      |
| KOR      | Corée du Sud       | 2      | 2      |
| CRO      | Croatie            | 1      | 2      |
| EST      | Estonie            | 5      | 5      |
| USA      | États-Unis         | 5      | 4      |
| FIN      | Finlande           | 5      | 5      |
| FRA      | France             | 8      | 8      |
| GRE      | Grèce              | 3      | 0      |
| GRL      | Groenland          | 2      | 0      |
| HUN      | Hongrie            | 3      | 0      |

| Code CIO | Nation      | Hommes | Femmes |
| ITA      | Italie      | 5      | 5      |
| JPN      | Japon       | 2      | 2      |
| KAZ      | Kazakhstan  | 6      | 6      |
| LAT      | Lettonie    | 5      | 4      |
| LTU      | Lituanie    | 0      | 1      |
| MDA      | Moldavie    | 1      | 0      |
| NOR      | Norvège     | 8      | 8      |
| NED      | Pays-Bas    | 1      | 0      |
| POL      | Pologne     | 5      | 5      |
| CZE      | Tchéquie    | 5      | 5      |
| ROM      | Roumanie    | 0      | 4      |
| GBR      | Royaume-Uni | 5      | 2      |
| RUS      | Russie      | 8      | 8      |
| SRB      | Serbie      | 4      | 0      |
| SVK      | Slovaquie   | 5      | 5      |
| SLO      | Slovénie    | 4      | 5      |
| SWE      | Suède       | 6      | 6      |
| SUI      | Suisse      | 5      | 1      |
| UKR      | Ukraine     | 7      | 7      |

## Tableau des médailles
| Médailles | Pays        | Or | Argent | Bronze | Ensemble |
| --------- | ----------- | -- | ------ | ------ | -------- |
| 1         | Allemagne   | 5  | 1      | 2      | 8        |
| 2         | Norvège     | 3  | 5      | 1      | 9        |
| 3         | Russie      | 3  | 3      | 5      | 11       |
| 4         | Ukraine     | 0  | 1      | 2      | 3        |
| 5         | Biélorussie | 0  | 1      | 0      | 1        |
| 6         | France      | 0  | 0      | 1      | 1        |

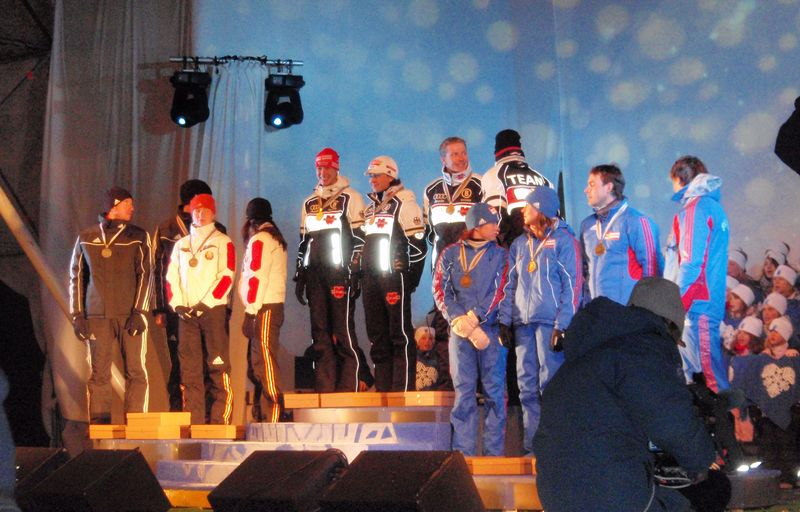
Cérémonie de remise des médailles de l'épreuve du relais mixte

Tout comme l'édition précédente organisée à Antholz, l'Allemagne termine les championnats à la première place du tableau des médailles. Elle remporte cependant la quasi-totalité de ses médailles dans les épreuves féminines que le pays domine en gagnant quatre des cinq médailles d'or mises en jeu. L'Allemagne ne remporte en revanche que deux médailles de bronze chez les hommes. Les épreuves masculines sont en effet dominées par les biathlètes norvégiens et russes. Ainsi, le Norvégien Ole Einar Bjørndalen réussit à remporter cinq médailles en cinq épreuves disputées tandis que son compatriote Emil Hegle Svendsen et le Russe Maxim Tchoudov enlèvent deux titres mondiaux chacun. Chez les femmes, les grandes dames de ces mondiaux sont allemandes. Andrea Henkel et Magdalena Neuner remportent en effet trois médailles d'or tandis que la Russe Ekaterina Iourieva et l'Ukrainienne Oksana Khvostenko montent à trois reprises sur le podium.
Toujours médaillée depuis 1998, la France évite le zéro pointé en enlevant une médaille de bronze lors de l'ultime épreuve. Triple médaillé en 2007, la Suède, pays hôte, ne remporte quant à elle aucune récompense.

## Podiums

### Femmes
| Épreuve            | Médaille d'or                                                        | Médaille d'argent                                                        | Médaille de bronze                                                        |
| Sprint 7,5 km      | Andrea Henkel                                                        | Albina Akhatova                                                          | Oksana Khvostenko                                                         |
| Poursuite 10 km    | Andrea Henkel                                                        | Ekaterina Iourieva                                                       | Albina Akhatova                                                           |
| Individuel 15 km   | Ekaterina Iourieva                                                   | Martina Glagow                                                           | Oksana Khvostenko                                                         |
| Mass start 12,5 km | Magdalena Neuner                                                     | Tora Berger                                                              | Ekaterina Iourieva                                                        |
| Relais 4 × 6 km    | Allemagne Martina Glagow Andrea Henkel Magdalena Neuner Kati Wilhelm | Ukraine Oksana Yakovleva Vita Semerenko Valj Semerenko Oksana Khvostenko | France Delphyne Peretto Marie-Laure Brunet Sylvie Becaert Sandrine Bailly |

### Hommes
| Épreuve           | Médaille d'or                                                          | Médaille d'argent                                                                | Médaille de bronze                                                      |
| Sprint 10 km      | Maxim Tchoudov                                                         | Halvard Hanevold                                                                 | Ole Einar Bjørndalen                                                    |
| Poursuite 12,5 km | Ole Einar Bjørndalen                                                   | Maxim Tchoudov                                                                   | Alexander Wolf                                                          |
| Individuel 20 km  | Emil Hegle Svendsen                                                    | Ole Einar Bjørndalen                                                             | Maxim Maksimov                                                          |
| Mass start 15 km  | Emil Hegle Svendsen                                                    | Ole Einar Bjørndalen                                                             | Maxim Tchoudov                                                          |
| Relais 4 × 7,5 km | Russie Ivan Tcherezov Nikolay Kruglov Dmitri Iarochenko Maxim Tchoudov | Norvège Emil Hegle Svendsen Rune Bratsveen Halvard Hanevold Ole Einar Bjørndalen | Allemagne Michael Rösch Alexander Wolf Andreas Birnbacher Michael Greis |

### Mixte
| Épreuve                          | Médaille d'or                                                                | Médaille d'argent                                                               | Médaille de bronze                                                            |
| Relais 2 × 6 km F + 2 × 7,5 km H | Allemagne Sabrina Buchholz Magdalena Neuner Andreas Birnbacher Michael Greis | Biélorussie Liudmila Kalinchik Darya Domracheva Rustam Valiullin Sergeï Novikov | Russie Svetlana Sleptsova Oksana Neupokoeva Nikolay Kruglov Dmitri Iarochenko |

## Résultats détaillés

### Sprint femmes
| Rang | Biathlète               | Temps / Retard | Pénalité(s) |
| ---- | ----------------------- | -------------- | ----------- |
| 1    | Andrea Henkel           | 19 min 43 s 1  | 0           |
| 2    | Albina Akhatova         | + 12 s 7       | 0           |
| 3    | Oksana Khvostenko       | + 23 s 2       | 0           |
| 4    | Tora Berger             | + 30 s 1       | 1           |
| 5    | Sandrine Bailly         | + 31 s 7       | 1           |
| 6    | Svetlana Sleptsova      | + 35 s 6       | 1           |
| 7    | Magdalena Gwizdon       | + 38 s 7       | 0           |
| 8    | Julie Bonnevie-Svendsen | + 39 s 2       | 0           |

| Auteur d'un sans faute, l'Allemande Andrea Henkel enlève son troisième titre mondial en carrière et son cinquième toutes épreuves confondues. Elle devance la Russe Albina Akhatova également auteur d'un sans faute et qui avait fait son retour à la compétition un mois plus tôt à Ruhpolding après une grossesse. La troisième place revient à l'Ukrainienne Oksana Khvostenko qui décroche à cette occasion la première médaille mondiale individuelle de sa carrière. |
| Résultats officiels |

### Sprint hommes
| Rang | Biathlète            | Temps / Retard | Pénalité(s) |
| ---- | -------------------- | -------------- | ----------- |
| 1    | Maxim Tchoudov       | 22 min 25 s 4  | 0           |
| 2    | Halvard Hanevold     | + 19 s 8       | 0           |
| 3    | Ole Einar Bjørndalen | + 30 s 0       | 2           |
| 4    | Ivan Tcherezov       | + 35 s 8       | 1           |
| 5    | Michael Rösch        | + 43 s 5       | 1           |
| 6    | Michal Šlesingr      | + 55 s 7       | 0           |
| 7    | Daniel Graf          | + 58 s 5       | 1           |
| 8    | Andreas Birnbacher   | + 1 min 00 s 4 | 0           |

| Parti après ses concurrents en toute fin de course (avec le dossard 96), le Russe Maxim Tchoudov conquiert sa première couronne mondiale individuelle à 25 ans. Réalisant un tir parfait et auteur du second temps de ski, il devance un duo norvégien composé de Halvard Hanevold et d'Ole Einar Bjørndalen. Le premier, âgé de 36 ans, a longtemps occupé la tête de la course puisque parti avec le dossard 22. Il obtient néanmoins la treizième médaille mondiale de sa carrière. Malgré deux fautes au tir, Ole Einar Bjørndalen décroche une nouvelle récompense grâce au meilleur temps de ski. |
| Résultats officiels |

### Poursuite femmes
| Rang | Biathlète            | Temps / Retard | Pénalité(s) |
| ---- | -------------------- | -------------- | ----------- |
| 1    | 1 Andrea Henkel      | 28 min 56 s 0  | 0           |
| 2    | 9 Ekaterina Iourieva | + 20 s 5       | 0           |
| 3    | 2 Albina Akhatova    | + 38 s 5       | 0           |
| 4    | 4 Tora Berger        | + 55 s 7       | 1           |
| 5    | 5 Sandrine Bailly    | + 55 s 9       | 2           |
| 6    | 17 Magdalena Neuner  | + 1 min 44 s 1 | 4           |
| 7    | 14 Martina Glagow    | + 2 min 13 s 0 | 1           |
| 8    | 6 Svetlana Sleptsova | + 2 min 20 s 8 | 3           |

| Le n° de dossard, déterminé par les résultats du sprint, est précisé avant le nom |

| Déjà victorieuse du sprint la veille, l'Allemande Andrea Henkel récidive dans la poursuite grâce à un nouveau sans faute. Elle domine la course de bout en bout en conservant plus de 20 secondes d'avance sur un duo russe composé d'Ekaterina Iourieva et d'Albina Akhatova. Réalisant toutes deux des tirs parfaits, la première prend l'avantage sur sa compatriote au bénéfice d'un meilleur temps de ski. Iourieva décroche à cette occasion la première médaille mondiale de sa carrière tandis que Henkel enlève sa quatrième couronne mondiale. |
| Résultats officiels |

### Poursuite hommes
| Rang | Biathlète              | Temps / Retard | Pénalité(s) |
| ---- | ---------------------- | -------------- | ----------- |
| 1    | 3 Ole Einar Bjørndalen | 31 min 04 s 5  | 2           |
| 2    | 1 Maxim Tchoudov       | + 10 s 1       | 4           |
| 3    | 19 Alexander Wolf      | + 42 s 8       | 1           |
| 4    | 10 Dmitri Iarochenko   | + 50 s 0       | 2           |
| 5    | 6 Michal Šlesingr      | + 52 s 5       | 0           |
| 6    | 20 Simon Fourcade      | + 52 s 6       | 1           |
| 7    | 5 Michael Rösch        | + 58 s 0       | 2           |
| 8    | 3 Ivan Tcherezov       | + 58 s 2       | 3           |

| Le n° de dossard, déterminé par les résultats du sprint, est précisé avant le nom |

| Médaillé de bronze sur le sprint, le Norvégien Ole Einar Bjørndalen enlève son huitième sacre mondial individuel sur cette poursuite. Se distinguant du Français Raphaël Poirée, il devient le biathlète le plus titré individuellement aux Mondiaux. Malgré quatre tours de pénalité, le Russe Maxim Tchoudov décroche l'argent après l'or remporté la veille sur le sprint. La troisième place revient à l'Allemand Alexander Wolf qui, bien que parti avec le dossard 19 et 54 secondes de retard sur le podium provisoire, remonte son handicap grâce à un 19/20 au tir. Il obtient là sa première médaille mondiale en carrière. |
| Résultats officiels |

### Relais mixte
| Rang | Pays        | Temps / Retard     | Pénalité(s) / Pioche(s) |
| ---- | ----------- | ------------------ | ----------------------- |
| 1    | Allemagne   | 1 h 12 min 20 s 54 | 0 + 6                   |
| 2    | Biélorussie | + 52 s 6           | 0 + 4                   |
| 3    | Russie      | + 1 min 02 s 9     | 1 + 9                   |
| 4    | Suède       | + 1 min 06 s 8     | 0 + 9                   |
| 5    | Italie      | + 1 min 24 s 9     | 0 + 7                   |
| 6    | Pologne     | + 1 min 44 s 5     | 1 + 9                   |
| 7    | France      | + 1 min 45 s 9     | 0 + 12                  |
| 8    | Norvège     | + 2 min 49 s 5     | 0 + 8                   |

| En l'absence de nombreuses têtes d'affiche, certaines nations n'alignent pas de relais suffisamment compétitif pour prétendre à une médaille, à l'image des quatuors norvégiens ou français. Malgré la défection de sa double championne du monde Andrea Henkel, l'Allemagne décroche la médaille d'or en devançant le relais biélorusse auteur du meilleur tir d'ensemble sur la course avec seulement quatre pioches. La Russie décroche le bronze en devançant le relais suédois champion du monde en titre qui avait pourtant aligné son équipe type. |
| Résultats officiels |

### Individuel femmes
| Rang | Biathlète           | Temps / Retard | Pénalité(s) |
| ---- | ------------------- | -------------- | ----------- |
| 1    | Ekaterina Iourieva  | 44 min 23 s 8  | 0           |
| 2    | Martina Glagow      | + 1 min 13 s 3 | 1           |
| 3    | Oksana Khvostenko   | + 2 min 24 s 4 | 1           |
| 4    | Tora Berger         | + 2 min 28 s 5 | 2           |
| 5    | Tatiana Moiseeva    | + 2 min 40 s 5 | 1           |
| 6    | Teja Gregorin       | + 3 min 03 s 0 | 1           |
| 7    | Iana Romanova       | + 3 min 04 s 6 | 1           |
| 8    | Natalia Levchenkova | + 3 min 22 s 8 | 1           |

| Auteur de l'unique sans faute de l'épreuve et grâce au quatrième temps de ski, la Russe Ekaterina Iourieva remporte largement la médaille d'or, le premier titre de sa carrière. Elle devance l'Allemande Martina Glagow et l'Ukrainienne Oksana Khvostenko qui décroche sa seconde médaille de bronze depuis le début des championnats. |
| Résultats officiels |

### Individuel hommes
| Rang | Biathlète            | Temps / Retard | Pénalité(s) |
| ---- | -------------------- | -------------- | ----------- |
| 1    | Emil Hegle Svendsen  | 51 min 51 s 9  | 1           |
| 2    | Ole Einar Bjørndalen | + 31 s 4       | 2           |
| 3    | Maxim Maksimov       | + 34 s 8       | 0           |
| 4    | Simon Fourcade       | + 1 min 05 s 4 | 1           |
| 5    | Maxim Tchoudov       | + 1 min 22 s 0 | 3           |
| 6    | Christian de Lorenzi | + 1 min 34 s 7 | 1           |
| 7    | Zdeněk Vítek         | + 1 min 40 s 6 | 2           |
| 8    | Rustam Valiullin     | + 1 min 48 s 6 | 2           |

| Âgé de 22 ans, le Norvégien Emil Hegle Svendsen remporte sa première médaille mondiale individuelle. Auteur d'un 19/20 au tir, il devance le vice-champion olympique de la discipline et leader du classement général de la coupe du monde son compatriote Ole Einar Bjørndalen (qui décroche sa troisième médaille individuelle en trois courses). La médaille de bronze revient au Russe Maxim Maksimov qui, à 28 ans, monte sur son premier podium international après 7 courses parmi l'élite mondiale. Ce dernier a réalisé le seul tir parfait de la course. |
| Résultats officiels |

### Relais hommes
| Rang | Pays        | Temps / Retard    | Pénalité(s) / Pioche(s) |
| ---- | ----------- | ----------------- | ----------------------- |
| 1    | Russie      | 1 h 21 min 00 s 7 | 0 + 5                   |
| 2    | Norvège     | + 49 s 2          | 0 + 7                   |
| 3    | Allemagne   | + 1 min 42 s 5    | 2 + 14                  |
| 4    | Autriche    | + 1 min 42 s 9    | 0 + 10                  |
| 5    | France      | + 2 min 41 s 3    | 0 + 8                   |
| 6    | Suède       | + 3 min 11 s 0    | 3 + 10                  |
| 7    | Tchéquie    | + 3 min 45 s 4    | 0 + 14                  |
| 8    | Biélorussie | + 4 min 09 s 5    | 0 + 9                   |

| Auteur du meilleur tir d'ensemble, le relais russe conserve son titre acquis l'an passé avec les mêmes quatre relayeurs. C'est d'ailleurs tout le podium qui est similaire à l'édition 2007 puisque les Russes devancent les Norvégiens et les Allemands. Un peu moins efficace au tir que les vainqueurs, le relais norvégien obtient néanmoins la médaille d'argent avec une avance confortable sur la troisième place. En battant les Autrichiens lors du sprint final, les biahlètes allemands s'emparent de la médaille de bronze malgré un tir défaillant notamment lors du troisième relais. |
| Résultats officiels |

### Mass start femmes
| Rang | Biathlète          | Temps / Retard | Pénalité(s) |
| ---- | ------------------ | -------------- | ----------- |
| 1    | Magdalena Neuner   | 39 min 36 s 5  | 4           |
| 2    | Tora Berger        | + 3"0          | 1           |
| 3    | Ekaterina Iourieva | + 29 s 5       | 2           |
| 4    | Vita Semerenko     | + 33 s 6       | 1           |
| 5    | Helena Jonsson     | + 51 s 0       | 2           |
| 6    | Martina Glagow     | + 57 s 0       | 3           |
| 7    | Liu Xianying       | + 57 s 5       | 3           |
| 8    | Kati Wilhelm       | + 1 min 01 s 5 | 4           |

| Auteur de deux premiers tirs couchés parfaits, l'Allemande Magdalena Neuner dispose d'une confortable avance sur ses poursuivantes à l'approche des tirs debout. Mais quatre fautes permettent à la Norvégienne Tora Berger de revenir dans le sillage de Neuner à l'entame de l'ultime boucle. Cette dernière parvient à distancer Berger dans les derniers hectomètres et enlève donc la victoire finale. Magdalena Neuner obtient sa cinquième couronne mondiale tandis que Tora Berger ouvre son compteur dans ses Mondiaux après trois quatrièmes places. La Russe Ekaterina Iourieva remporte le bronze, la troisième récompense de la biathlète dans ces championnats. |
| Résultats officiels |

### Mass start hommes
| Rang | Biathlète            | Temps / Retard | Pénalité(s) |
| ---- | -------------------- | -------------- | ----------- |
| 1    | Emil Hegle Svendsen  | 36 min 12 s 6  | 1           |
| 2    | Ole Einar Bjørndalen | + 0 s 4        | 1           |
| 3    | Maxim Tchoudov       | + 24 s 9       | 3           |
| 4    | Maxim Maksimov       | + 40 s 5       | 0           |
| 5    | Halvard Hanevold     | + 1 min 04 s 2 | 1           |
| 6    | Dmitri Iarochenko    | + 1 min 22 s 7 | 4           |
| 7    | Vincent Defrasne     | + 1 min 23 s 0 | 2           |
| 8    | Ivan Tcherezov       | + 1 min 31 s 3 | 3           |

| Déjà sacré champion du monde sur l'individuel, le Norvégien Emil Hegle Svendsen conquiert son second titre mondial en réalisant un 19/20 tout comme son compatriote Ole Einar Bjørndalen médaillé d'argent. Au coude à coude durant toute la course, Svendsen règle son aîné au sprint final, Bjørndalen, qui décroche un cinquième podium en cinq courses. La médaille de bronze est remportée par le Russe Maxim Tchoudov qui, malgré trois fautes au tir, parvient à remporter une quatrième médaille grâce au meilleur temps de ski. |
| Résultats officiels |

### Relais femmes
| Rang | Pays        | Temps / Retard    | Pénalité(s) / Pioche(s) |
| ---- | ----------- | ----------------- | ----------------------- |
| 1    | Allemagne   | 1 h 10 min 12 s 6 | 1 + 9                   |
| 2    | Ukraine     | + 30 s 9          | 0 + 4                   |
| 3    | France      | + 1 min 35 s 7    | 2 + 13                  |
| 4    | Russie      | + 1 min 39 s 4    | 0 + 8                   |
| 5    | Biélorussie | + 1 min 46 s 4    | 0 + 6                   |
| 6    | Norvège     | + 2 min 05 s 7    | 1 + 8                   |
| 7    | Pologne     | + 2 min 15 s 4    | 0 + 8                   |
| 8    | Suède       | + 2 min 15 s 6    | 1 + 8                   |

| Idéalement lancé par deux sans fautes de la part de Martina Glagow et Andrea Henkel, le relais allemand remporte facilement la médaille d'or malgré les fautes commises par les deux dernières relayeuses Magdalena Neuner et Kati Wilhelm. Emmené par leur double médaillée Oksana Khvostenko, le relais ukrainien tire les bénéfices du meilleur tir d'ensemble de la course pour décrocher la médaille d'argent. Retardé par un problème de carabine lors du relais d'Albina Akhatova, le quatuor russe parvient à recoller au relais biélorusse lors de la dernière boucle. Réussissant à le distancer, il est cependant rattrapé par le relais français emmené par Sandrine Bailly. Bien que partie avec une quinzaine de secondes de retard à l'issue de l'ultime tir, cette dernière revient à hauteur du relais russe qu'elle distance finalement pour décrocher la médaille de bronze. |
| Résultats officiels |